# Barpeta
Barpeta (en asamés: বৰপেটা ) es una localidad de la India, centro administrativo del distrito de Barpeta, estado de Assam.

## Geografía
Se encuentra a una altitud de 47 m s. n. m. a 98 km de la capital estatal, Dispur, en la zona horaria UTC +5:30.

## Demografía
Según estimación 2010 contaba con una población de 60 088 habitantes.